# Britische Unterhauswahl 1979
| Regierung (339): Conservative 339 |  | Opposition (295): Labour 268 Liberal 11 UUP 5 DUP 3 SNP 2 Plaid 2 SDLP 1 UUUP 1 IR 1 IU 1 |
| Speaker 1                         |  |                                                                                           |

Zusammensetzung:

Die britische Unterhauswahl 1979 fand am 3. Mai 1979 statt. Ein Erdrutschsieg der Conservative Party führte zu einem Regierungswechsel. Eine konservative Regierung unter Margaret Thatcher löste das Labour-Kabinett James Callaghans ab. Dies markierte den Beginn einer Phase von 18 Jahren konservativer Regierungen im Vereinigten Königreich.

## Vorgeschichte

### Verlust der Parlamentsmehrheit der Labour-Regierung
Bei der Unterhauswahl im Oktober 1974 gewann die Labour Party unter Harold Wilson eine knappe absolute Mehrheit. Die Regierung verfügte im Unterhaus nur über eine Mehrheit von drei Abgeordnetenstimmen. Diese Mehrheit reduzierte sich sukzessive durch eine verlorene Nachwahl im Wahlkreis Woolwich West am 26. Juni 1975 und den Übertritt von zwei Labour-Abgeordneten im Februar 1976 zur neu gegründeten Scottish Labour Party. Am 4. April 1976 wurde James Callaghan Premierminister, nachdem Wilson aus gesundheitlichen Gründen zurückgetreten war. Einen Tag nach Callaghans Amtsantritt verlor die Labour endgültig ihre Parlamentsmehrheit, als der Labour-Abgeordnete Brian O’Malley verstarb. Im April 1976 verließ außerdem der unter Betrugsanklage stehende Labour-Abgeordnete John Stonehouse die Labour-Fraktion. Die Regierung Callaghan konnte danach ihre parlamentarische Mehrheit mit der Unterstützung durch die beiden irischen Nationalisten behaupten. Außerdem konnte sie sich auf eine begrenzte Unterstützung durch die walisische Plaid Cymru und die Scottish National Party stützen, die beide ihr Anliegen einer Devolution des Vereinigten Königreichs mit Hilfe der Labour-Regierung vorantreiben wollten.
Am 4. November 1976 fanden zwei Nachwahlen statt. Dabei ging nicht nur Stonehouses Wahlkreis Walsall North, sondern auch der bisher sichere Labour-Wahlkreis Workington an die Konservativen verloren. Im Dezember 1976 verließ der frühere Kabinettsminister Reg Prentice die Labour-Fraktion, nachdem er in seinem Wahlkreis nicht erneut als Kandidat für die nächste Wahl aufgestellt worden war. Er gehörte dem Unterhaus zunächst als Unabhängiger an und schloss sich später den Konservativen an. Nachdem Callaghan seine Parteikollegen Roy Jenkins und David Marquand für die Ämter des Präsidenten der Europäischen Kommission bzw. eines Europakommissars nominiert hatte, wurden Nachwahlen in den Wahlkreisen der beiden Abgeordneten notwendig. Sowohl die Wahl in Jenkins Wahlkreis Birmingham Stechford am 31. März 1977, als auch die in Marquands Wahlkreis Ashfield am 28. April 1978 wurde von den Konservativen gewonnen. Den Wahlkreis Grimsby, der durch den überraschenden Tod von Außenminister Anthony Crosland vakant geworden war, konnte Labour in der Nachwahl am 28. April 1978 behaupten.

### Zusammenarbeit mit den Liberalen
Ein wesentliches Gesetzesvorhaben während der Legislaturperiode war die Einführung einer begrenzten Autonomie für Wales und Schottland. Die Devolution wurde von Plaid Cymru und Scottish National Party (SNP) gefordert, und von den Liberalen, sowie von der Mehrheit der Labour Party unterstützt. Die Konservativen waren dagegen. Auch innerhalb der Labour-Fraktion gab es Skeptiker. Aufgrund der knappen Regierungsmehrheit und zahlreicher Eingaben und Änderungsanträge machte das Gesetzesvorhaben in den entsprechenden Parlamentsausschüssen nur langsame Fortschritte. Zur Beschleunigung des Prozesses griff die Regierung zu einem Mittel der Geschäftsordnung und setzte für den 22. Februar 1977 eine guillotine motion (oder closure motion), d. h. einen Abschlussantrag an, mit dem das Gesetzesvorhaben abgekürzt werden sollte. Die Abstimmung ging mit 312 gegen 283 Stimmen verloren, wobei 22 Labour-Abgeordnete dagegen stimmten, und weitere 23 sich enthielten. Die Abstimmungsniederlage führte zu heftigen Reaktionen von Plaid Cymru und SNP, die erklärten, künftig die Regierung nicht mehr unterstützen zu wollen. Die Konservativen unter Parteiführerin Margaret Thatcher sahen ihre Chance gekommen, die Regierung zu stürzen und brachten am 17. März 1977 einen Antrag für eine Vertrauensabstimmung ein. Vor diesem Hintergrund kam es am 23. März 1977 zu einer Absprache zwischen der Labour-Regierung und den Liberalen (Lib-Lab Agreement). Im Gegenzug zu politischen Zugeständnissen sicherten die Liberalen der Labour-Regierung ihre parlamentarische Unterstützung zu, ohne allerdings formell in eine Koalitionsregierung einzutreten. Die Regierung Callaghan gewann daraufhin die Vertrauensabstimmung am 23. März 1977 deutlich mit 24 Stimmen Mehrheit (307 Labour, 13 Liberale, 2 irische Nationalisten gegen 275 Konservative, zwei Scottish Labour Party, drei Plaid Cymru, 11 SNP und sieben irische Unionisten, bei drei Enthaltungen von irischen Unionisten).
Das Lib-Lab Agreement endete im August 1978. Danach stützte sich die Regierung Callaghan wieder auf die Stimmen von Plaid Cymru und SNP. Im Dezember 1978 zerbrach dieses Bündnis, in der heißen Phase des sogenannten Winter of Discontent, einem Arbeitskampf der Gewerkschaften gegen die Politik der Regierung. Die Gewerkschaften reagierten darauf, dass die Labour-Regierung die Lohnsteigerungen für das Jahr 1979 bereits im vierten Jahr in Folge auf unter 5 % begrenzen wollte. Nachdem die Regierung im Unterhaus nicht die von ihr gewünschte Unterstützung für Sanktionen gegen Unternehmen, die sich nicht an die verordnete Fünf-Prozent-Grenze bei Lohnerhöhungen gehalten hatten, bekam, stellte Callaghan am 14. Dezember 1978 die Vertrauensfrage. Die Regierung überstand die Abstimmung mit 300 zu 290 Stimmen. Letztendlich schadete dieser Konflikt der Regierung und auch dem Ansehen Callaghans in seiner Labour-Partei. Nachdem am 1. März 1979 sowohl das Referendum in Schottland und das in Wales über die Einführung einer begrenzten Autonomie nicht die erforderlichen Mehrheiten gebracht hatten, kündigten Plaid Cymru und SNP der Regierung ihre Unterstützung auf.
Am 28. März 1979 verlor Callaghan ein von den Konservativen eingebrachtes Misstrauensvotum im House of Commons mit nur einer einzigen Stimme Mehrheit. Dies hatte dessen Auflösung und Neuwahlen zur Folge, die ein halbes Jahr früher stattfanden als nötig. Aufgrund der Unpopularität der Regierung sagten alle Umfragen einen Sieg der Conservative Party voraus. Die einzige Sorge der Konservativen war die relative Unpopularität ihrer Parteivorsitzenden Margaret Thatcher, verglichen zu dem als Person immer noch relativ beliebten James Callaghan.

## Wahlkreise der Spitzenkandidaten

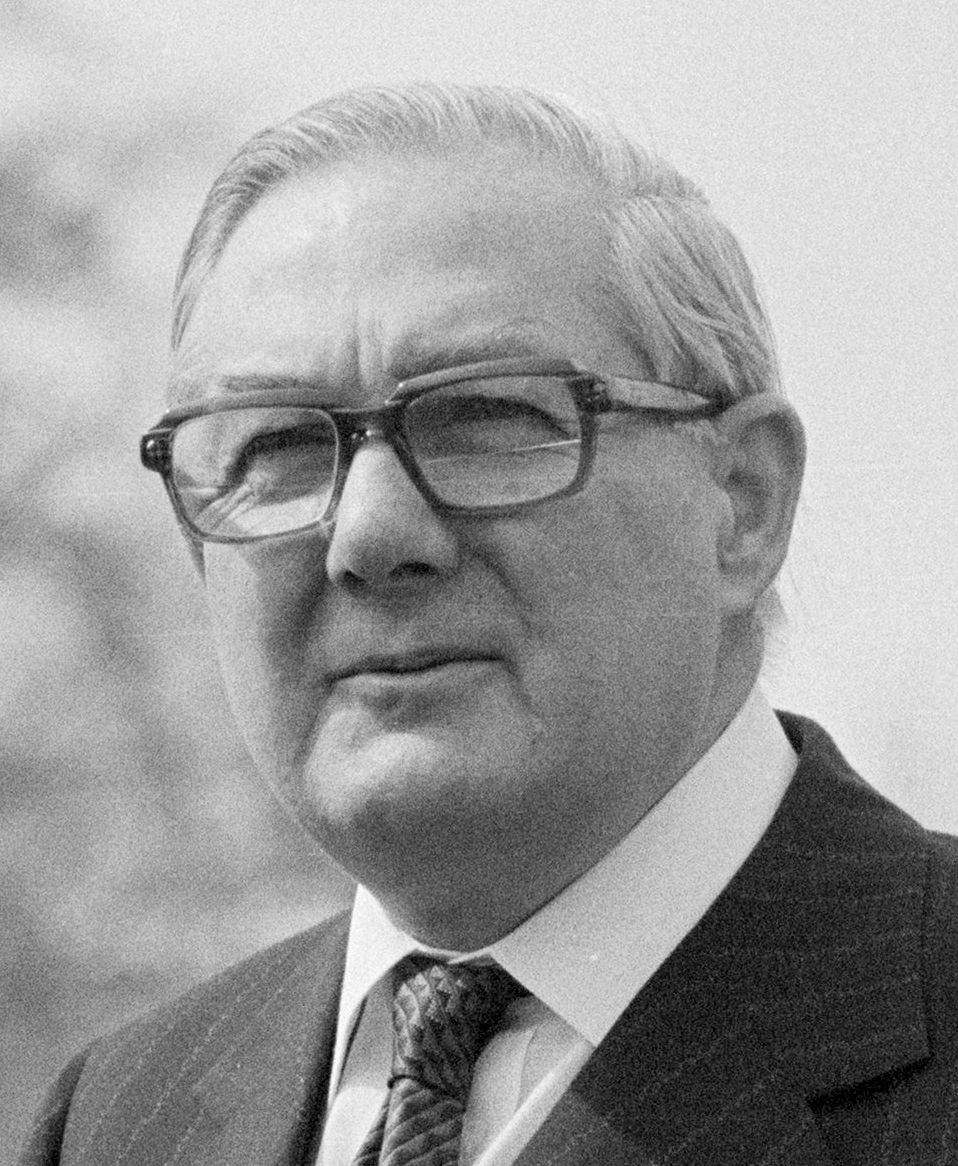
Premierminister James Callaghan (Labour)
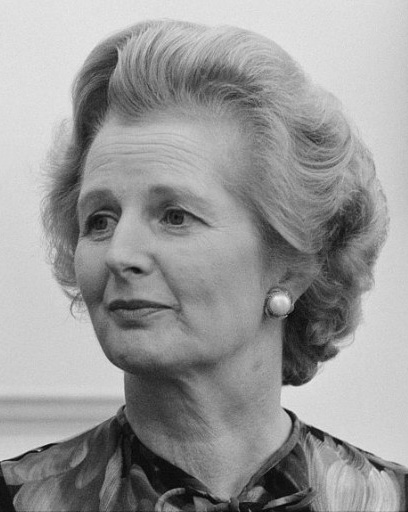
Oppositionsführerin Margaret Thatcher (Conservatives)
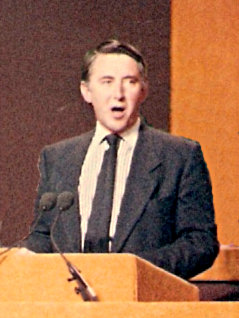
Member of Parliament David Steel (Liberale)

Margaret Thatcher trat im Wahlkreis Finchley (Nord-London) an, während James Callaghan im walisischen Wahlkreis Cardiff South East ins Rennen ging. Der Schotte David Steel trat für die Liberal Party im nahe seiner Heimat gelegenen Wahlkreis Roxburgh, Selkirk and Peebles (Scottish Borders) an. Alle drei konnten ihre Wahlkreise gewinnen.

## Ergebnis

Ergebnisse nach Wahlkreisen. Die Farben entsprechen der nebenstehenden Tabelle.

Das Ergebnis bedeutete mit einem Zuwachs der Parlamentssitze von 18 % für die Konservativen den bis dahin größten Zugewinn für eine Partei in der britischen Nachkriegsgeschichte. Mit 43 Sitzen gewannen die Konservativen eine substanzielle Mehrheit und konnte nach fünf Jahren Labour-Regierung wieder den Premierminister stellen: Margaret Thatcher, die erste Frau im Amt des britischen Regierungschefs.
Ein weiterer wichtiger Punkt war, dass die Konservativen vor allem in der Arbeiterklasse massiv Stimmen hinzugewannen, was sich auch an der massiven Wählerwanderung von Labour zu den Konservativen zeigte, die 5,2 % betrug.
| Partei          | Partei                             | Stimmen    | Stimmen | Stimmen | Mandate | Mandate |
| Partei          | Partei                             | Anzahl     | %       | +/−     | Anzahl  | +/−     |
| --------------- | ---------------------------------- | ---------- | ------- | ------- | ------- | ------- |
|                 | Conservative Party                 | 13.697.923 | 43,9    | +8,0    | 339     | +62     |
|                 | Labour Party                       | 11.532.218 | 36,9    | −2,3    | 269     | −50     |
|                 | Liberal Party                      | 4.313.804  | 13,8    | −4,5    | 11      | −2      |
|                 | Scottish National Party            | 504.259    | 1,6     | −1,3    | 2       | −9      |
|                 | Ulster Unionist Party              | 254.578    | 0,8     | −0,1    | 5       | −1      |
|                 | British National Front             | 191.719    | 0,6     | +0,2    | −       | −       |
|                 | Plaid Cymru                        | 132.544    | 0,4     | −0,1    | 2       | −1      |
|                 | Social Democratic and Labour Party | 126.325    | 0,4     | −0,1    | 1       | −       |
|                 | Alliance Party of Northern Ireland | 82.892     | 0,3     | +0,1    | −       | −       |
|                 | Democratic Unionist Party          | 70.975     | 0,2     | −       | 3       | +2      |
|                 | Ecology Party                      | 39.918     | 0,1     | +0,1    | −       | −       |
|                 | United Ulster Unionist Party       | 39.856     | 0,1     | +0,1    | 1       | +1      |
|                 | Unabhängige Ulster Unionist        | 36.989     | 0,1     | −       | 1       | −       |
|                 | Unabhängige Labour                 | 27.953     | 0,1     | −       | −       | −       |
|                 | Irish Independence Party           | 23.086     | 0,1     | +0,1    | −       | −       |
|                 | Independent Republican             | 22.398     | 0,1     | −       | 1       | −       |
|                 | Unabhängige                        | 19.531     | 0,1     | −       | −       | −       |
|                 | Sonstige                           | 104.394    | 0,4     | −       | −       | −       |
|                 | Gesamt                             | 31.221.362 | 100,0   |         | 635     |         |
| Wahlberechtigte | Wahlberechtigte                    | 41.095.649 |         |         |         |         |
| Wahlbeteiligung | Wahlbeteiligung                    | 76,00 %    |         |         |         |         |
| Quelle:         |                                    |            |         |         |         |         |

1. ↑  einschließlich des Speakers of the House

## Nachwahlen
| Wahlkreis                                              | Datum      | Ausgeschiedene     | Ausgeschiedene | Nachgerückte     | Nachgerückte |
| Wahlkreis                                              | Datum      | Name               | Partei         | Name             | Partei       |
| ------------------------------------------------------ | ---------- | ------------------ | -------------- | ---------------- | ------------ |
| Manchester Central                                     | 27.09.1979 | Harold Lever       | Labour         | Bob Litherland   | Labour       |
| South West Hertfordshire                               | 13.12.1979 | Geoffrey Dodsworth | Cons           | Richard Page     | Cons         |
| Southend East                                          | 13.03.1980 | Stephen McAdden    | Cons           | Teddy Taylor     | Cons         |
| Glasgow Central                                        | 26.06.1980 | Thomas McMillan    | Labour         | Robert McTaggart | Labour       |
| Fermanagh and South Tyrone (1.)                        | 09.04.1981 | Frank Maguire      | unabh.         | Bobby Sands      | Anti H-Block |
| Warrington                                             | 16.07.1981 | Thomas Williams    | Labour         | Doug Hoyle       | Labour       |
| Fermanagh and South Tyrone (2.)                        | 20.08.1981 | Bobby Sands        | Anti H-Block   | Owen Carron      | Anti H-Block |
| Croydon North West                                     | 22.10.1981 | Robert Taylor      | Cons           | Bill Pitt        | Lib          |
| Crosby                                                 | 26.11.1981 | Graham Page        | Cons           | Shirley Williams | SDP          |
| Belfast South                                          | 04.03.1982 | Robert Bradford    | UUP            | Martin Smyth     | UUP          |
| Glasgow Hillhead                                       | 25.03.1982 | Tam Galbraith      | Cons           | Roy Jenkins      | SDP          |
| Beaconsfield                                           | 27.05.1982 | Ronald Bell        | Cons           | Tim Smith        | Cons         |
| Mitcham and Morden                                     | 03.06.1982 | Bruce Douglas-Mann | Labour         | Angela Rumbold   | Cons         |
| Coatbridge and Airdrie                                 | 24.06.1982 | James Dempsey      | Labour         | Thomas Clarke    | Labour       |
| Gower                                                  | 16.09.1982 | Ifor Davies        | Labour         | Gareth Wardell   | Labour       |
| Birmingham Northfield                                  | 28.10.1982 | Jocelyn Cadbury    | Cons           | John Spellar     | Labour       |
| Peckham                                                | 28.10.1982 | Harry Lamborn      | Labour         | Harriet Harman   | Labour       |
| Glasgow Queen’s Park                                   | 02.12.1982 | Frank McElhone     | Labour         | Helen McElhone   | Labour       |
| Bermondsey                                             | 24.02.1983 | Bob Mellish        | Labour         | Simon Hughes     | Lib          |
| Darlington                                             | 24.03.1983 | Edward Fletcher    | Labour         | Ossie O’Brien    | Labour       |
|                                                        |            |                    |                |                  |              |
| Quelle: House of Commons Information Office Factsheets |            |                    |                |                  |              |

## Nach der Wahl
Nach dem Wahlsieg der Konservativen wurde Margaret Thatcher am 4. Mai 1979 von der Queen mit der Bildung einer Regierung beauftragt und nahm diesen Auftrag an. Ihre Worte beim Einzug in die Downing Street No. 10 nahm ein in den angelsächsischsprachigen Ländern gerne Franz von Assisi zugeschriebenes Gebet auf:

“Where there is discord, may we bring harmony. Where there is error, may we bring truth. Where there is doubt, may we bring faith. And where there is despair, may we bring hope.”

„Mögen wir Harmonie bringen, wo Zwietracht herrscht. Mögen wir Wahrheit bringen, wo Irrtum herrscht. Mögen wir Glauben bringen, wo Zweifel herrscht. Und mögen wir Hoffnung bringen, wo Verzweiflung herrscht.“

Ihre folgende Regierungszeit war geprägt von weiteren Auseinandersetzungen mit den Gewerkschaften und einer Phase hoher Unpopularität der Regierung. Deshalb und aufgrund der Spaltung der Labour Party erhielt die SDP–Liberal Alliance als Alternative zum Zweiparteiensystem in Umfragen bis zu 51 Prozent. Die Stimmung änderte sich erst mit dem gewonnenen Falklandkrieg 1983, als die Beliebtheit Thatchers wieder stieg. Sie rief baldige Wahlen aus, um die nationale Euphorie in einen Wahlsieg umzuwandeln, was auch gelang.